# Value Management
Value Management är en europeisk standard, SS-EN 12973:2000. Det definieras kort som ”a management approach to help in maximizing the overall performance of an organization”. Även standard i bland annat USA – SAVE Value Methodology Standard. Metoden bygger på att ständigt fokusera utvecklingen på värdeskapande, där värde definieras som nyttan (tillfredsställelse av behov) i förhållande till kostnaden. Nyttan värderas oftast i monetära termer (men kan även värderas på andra sätt, till exempel poängsättning efter olika funktioners möjligheter att tillfredsställa olika behov).

## Fyra ledningsprinciper
Standarden bygger på fyra ledningsprinciper:
- En ledningsfilosofi baserad på värde (att skapa värde)
- Utveckla medarbetarnas potential
- Se en organisation i samspel med sin omgivning
- Använd lämpliga metoder och verktyg

## Arbetsmetodik
Det finns även en arbetsmetodik i standarden benämnd Value Management Job Plan enligt nedan:
1. Planeringsfas – planera arbetet
2. Informationsfas – samla nödvändig information
3. Analysfas – analysera informationen
4. Kreativ fas – skapa nya idéer
5. Utvärderingsfas – välj de bästa idéerna
6. Rapportfas – skapande av beslutsunderlag för genomförande
7. Implementeringsfas – ta fram och införa lösningar
8. Uppföljningsfas – utvärdera resultatet

Value Management kan användas för att innovera nya idéer, värdera värdet av ett enskilt projekt likväl som att prioritera olika initiativ i en projektportfölj.
Funktionsanalys (Function Analysis Systems Technique, förkortat FAST) är ett av de viktigaste verktygen inom Value Management. I korthet innebär den att bryta ned den studerade produkten, processen eller tjänsten i funktioner och analysera hur de bör förhålla sig till varandra och hur deras kvalitet kan ökas eller kostnad minskas för att bättre tillfredsställa intressenternas behov. 
Funktionsanalysen fokuserar på vad något gör istället för vad det är
- Gör – motsvarar ett behov
- Är – beskriver en lösning